# Vålax bibliska församling
Vålax bibliska församling är en pingstförsamling i Borgå i Nyland i Finland. Församlingen grundades 1932 då 17 personer döptes på midsommardagen.

## Föreståndare
- Alfons Andström
- Arne Nyman
- August Lindholm
- Rainer Lindh
- Sven Juth
- Viktor Svarvar
- Rolf Strömvall
- Gösta Bergstén